# Jauer (dialekt)
Jauer, även kallad lågengadinska, är en rätoromansk dialekt som är nära besläktad med vallader. Jauer talas av cirka 2 000 personer i Val Müstair i östra Schweiz.